# Saccharina
Genre
Saccharina est un genre d'algues brunes de la famille des Laminariaceae.
Saccharina japonica (autrefois rangée en tant que Lamaniria japonica) est cultivée sous le nom de konbu au Japon.

## Liste d'espèces
Selon AlgaeBase (31 oct. 2012) et World Register of Marine Species (31 oct. 2012) :
- Saccharina angustata (Kjellman) C.E.Lane, C.Mayes, Druehl & G.W.Saunders, 2006
- Saccharina bongardiana (Postels & Ruprecht) Selivanova, Zhigadlova & G.I.Hansen, 2007
- Saccharina cichorioides (Miyabe) C.E.Lane, C.Mayes, Druehl & G.W.Saunders, 2006
- Saccharina complanata (Setchell & N.L.Gardner) Gabrielson, Lindstrom & O'Kelly, 2012
- Saccharina crassifolia (Postels & Ruprecht) Kuntze, 1891
- Saccharina dentigera (Kjellman) C.E.Lane, C.Mayes, Druehl & G.W.Saunders, 2005
- Saccharina groenlandica (Rosenvinge) C.E.Lane, C.Mayes, Druehl & G.W.Saunders, 2006
- Saccharina gurjanovae (A.D.Zinova) Selivanova, Zhigadlova & G.I.Hansen, 2007
- Saccharina gyrata (Kjellman) C.E.Lane, C.Mayes, Druehl & G.W.Saunders, 2006
- Saccharina japonica (Areschoug) C.E.Lane, C.Mayes, Druehl & G.W.Saunders, 2006
- Saccharina kurilensis C.E.Lane, C.Mayes, Druehl & G.W.Saunders, 2006
- Saccharina lanciformis (Petrov) N.G.Klockova & Beliyi, 2009
- Saccharina latissima (Linnaeus) C.E.Lane, C.Mayes, Druehl & G.W.Saunders, 2006 (espèce type)
- Saccharina longicruris (Bachelot de la Pylaie) Kuntze, 1891
- Saccharina longipedalis (Okamura) C.E.Lane, C.Maves, Druehl & G.W.Saunders, 2006
- Saccharina longissima (Miyabe) C.E.Lane, C.Mayes, Druehl & G.W.Saunders, 2006
- Saccharina ochotensis (Miyabe) C.E.Lane, C.Mayes, Druehl & G.W.Saunders, 2006
- Saccharina religiosa (Miyabe) C.E.Lane, C.Mayes, Druehl & G.W.Saunders, 2006
- Saccharina sculpera (Miyabe) C.E.Lane, C.Mayes, Druehl & G.W.Saunders, 2006
- Saccharina sessilis (C.Agardh) Kuntze, 1891
- Saccharina yendoana (Miyabe) C.E.Lane, C.Mayes, Druehl & G.W.Saunders, 2006

Selon Catalogue of Life (31 oct. 2012) :
- Saccharina plana

Selon NCBI (31 oct. 2012) :
- Saccharina angustata
- Saccharina bongardiana
- Saccharina cichorioides
- Saccharina coriacea
- Saccharina dentigera
- Saccharina diabolica
- Saccharina groenlandica
- Saccharina gyrata
- Saccharina japonica
- Saccharina japonica x latissima
- Saccharina kurilensis
- Saccharina latissima
- Saccharina longipedalis
- Saccharina longissima
- Saccharina ochotensis
- Saccharina religiosa
- Saccharina sculpera
- Saccharina sessilis
- Saccharina yendoana